# Rochelle (Georgia)
Rochelle è una città degli Stati Uniti d'America, situata in Georgia, nella Contea di Wilcox.